# Kamenec (Rokycanyi járás)
Kamenec település Csehországban, Rokycanyi járásban. Kamenec Němčovice, Radnice, Hlohovice és Lhotka u Radnic településekkel határos. Lakosainak száma 75 fő (2024. január 1.).

## Népesség
A település lakosságának változását az alábbi diagram mutatja:
| Lakosok száma | 420  | 326  | 272  | 145  | 66   | 60   | 61   | 67   | 66   | 75   |
|               | 1869 | 1900 | 1921 | 1961 | 1980 | 2011 | 2016 | 2019 | 2021 | 2024 |